# Игнатий III Ардамерски
Игнатий (на гръцки: Ιγνάτιος) е гръцки духовник, епископ на Вселенската патриаршия.

## Биография
Роден е в македонското гръцко градче Литохоро. В декември 1831 година е ръкоположен за ардамерски епископ. Игнатий се споменава като ардамерски епископ в 1834, 1836, 1838 и 1850 (1851). Преди него има сведения за Герасим, патриаршески екзарх в епархията в 1830 година и за Даниил - бивш ардамерски епископ в 1835 година. Според Йоаким Струмбис управлението на Игнатий III в Галатища започва в 1830 година. На 2 юли 1853 година участва в Солун в избора и ръкополагането на архимандрит Теоклит за китроски епископ. Споменат е в патриаршески опис от 1855 година, в който ардамерски епископ е Игнатий, а център на епархията е Галатища. Според Струмбис остава на поста до 1865 година. Според Маркос Марку подава оставка в 1869 година.
Умира около 1870 година.